# Eurya fragilis
Eurya fragilis là một loài thực vật có hoa trong họ Pentaphylacaceae. Loài này được W.R.Barker mô tả khoa học đầu tiên năm 1982.